# Transeius rufus
Transeius rufus är en spindeldjursart som först beskrevs av Denmark och Evans 1999.  Transeius rufus ingår i släktet Transeius och familjen Phytoseiidae. Inga underarter finns listade i Catalogue of Life.